# Jürgen Mayer (architetto)
Jürgen Mayer (Stoccarda, 30 ottobre 1965) è un architetto tedesco.
Si fa chiamare Jürgen Mayer H. per una migliore identificabilità e dirige l'omonimo studio di architettura con Andre Santer e Hans Schneider.

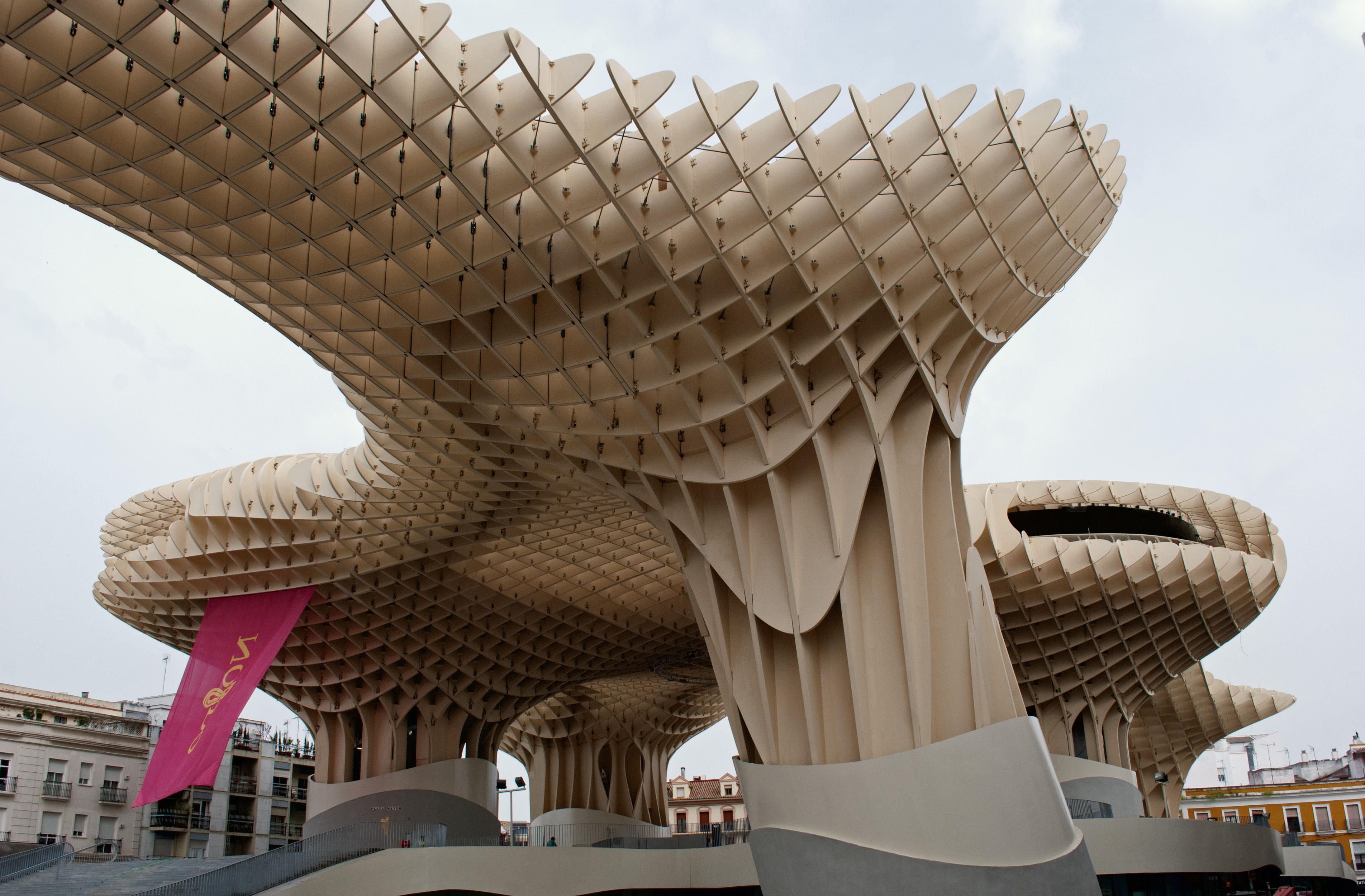
Metropol Parasol

## Biografia
Mayer ha studiato architettura all'Università di Stoccarda, al The Cooper Union for the Advancement of Science and Art di New York e all'Università di Princeton.
Ha iniziato a lavorare come architetto nel 1996. È stato docente in diverse università come l'Universität der Künste Berlin, l'Università tecnica di Monaco, la Graduate School of Design dell'Università di Harvard, l'Architectural Association School of Architecture di Londra e la Columbia University di New York. 
Mayer H. ha ricevuto numerosi premi prestigiosi e i suoi progetti sono presenti in varie collezioni, tra cui il MoMA di New York e il MoMA di San Francisco.
Mayer H. ha realizzato molti progetti in Georgia a partire dal 2010, promossi dal presidente Mikheil Saak'ashvili, come l'aeroporto Regina Tamar di Mest'ia, il valico di frontiera di Sarpi e le aree di servizio lungo la nuova autostrada vicino a Gori e Locchini. 
Altri progetti internazionali e nazionali includono la Setas de Sevilla, riprogettazione della Plaza de la Encarnación a Siviglia; il Palazzo di Giustizia di Hasselt in Belgio e il KA 300 Jubilee Pavilion, costruito per il 300º anniversario della città di Karlsruhe. 
Nel 2003, Mayer H. ha ricevuto il premio Mies van der Rohe come architetto emergente per la nuova casa cittadina di Ostfildern.

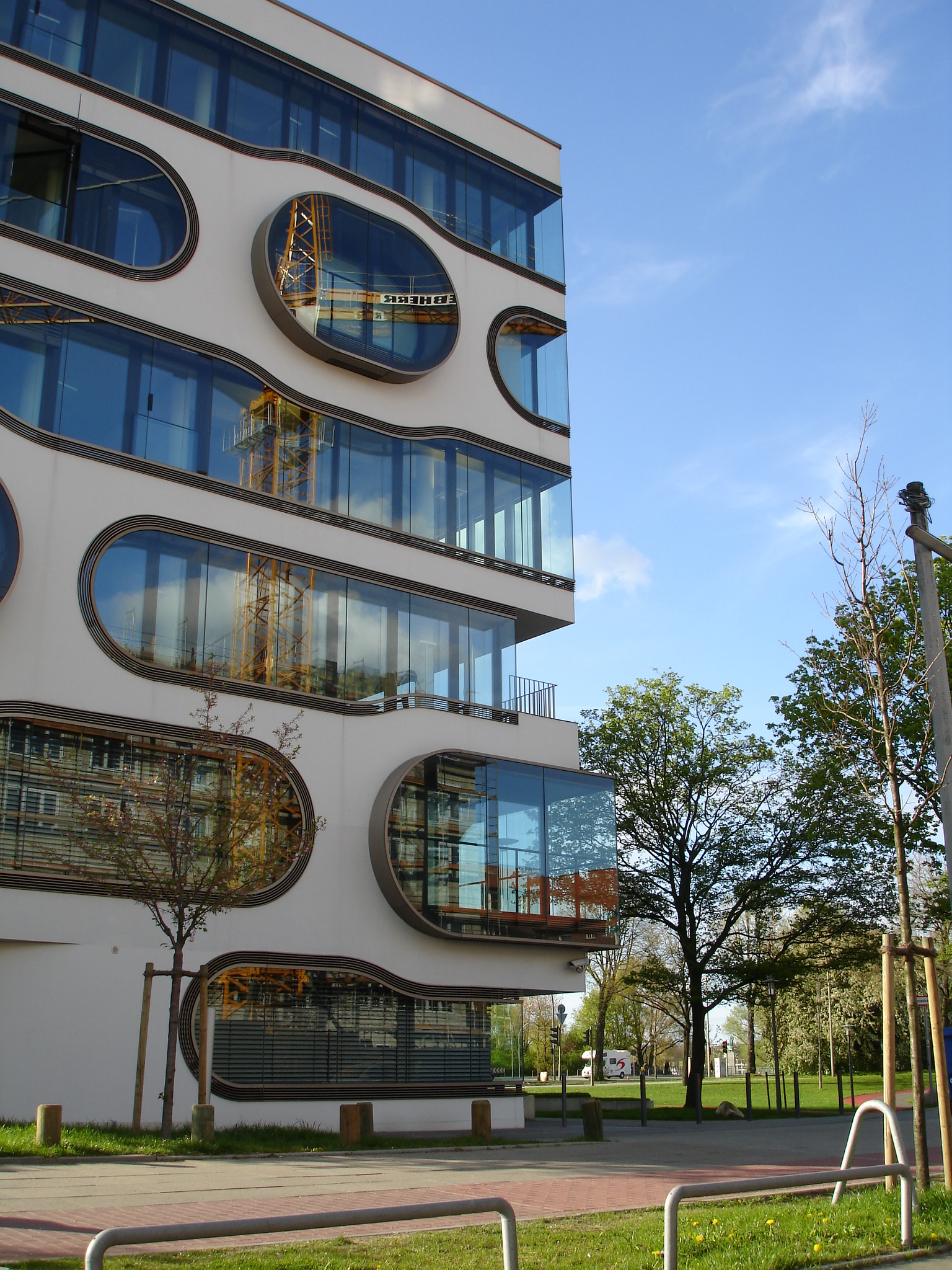
Uffici ad Amburgo

## Opere
(elenco incompleto)
- Stadt.haus (Stadthalle Scharnhauser Park, Ostfildern), 1998–2002, esposto nella collezione permanente del Museum of Modern Art di New York, alla Biennale di Venezia 2004, all'Arsenale e al Padiglione tedesco
- Rotor Penthouse, Danimarca, 2004–2006
- Mensa Moltke, Hochschule Karlsruhe, 2004–2007
- Setas de Sevilla Riprogettazione della Plaza de la Encarnación, Siviglia, Spagna, 2004-2011
- ADA1,  uffici di Amburgo, 2005–2007
- Danfoss Universe, Nordborg, Danimarca, 2005–2007
- Dupli Casa, villa privata, Benningen am Neckar, 2005–2008
- S11, uffici di Amburgo, 2007–2009.
- Highway Rest Stop 1 und 2, Gori e Lochini, Georgia, 2009–2011.
- Posto di controllo della frontiera di Sarpi in Georgia, 2010–2011[3]
- Aeroporto della Regina Tamar, Mest'ia.[4]
- JOH3, Appartamenti a Berlino, 2009–2011
- Pier Sculpture, Lazica, Georgia, 2012

## Premi
(elenco incompleto)
- Premio Mies van der Rohe 2003 come Architetto emergente
- Holcim Awards 2005 per l'architettura sostenibile
- Audi Urban Future Award, 2010
- Red Dot Design Award 2012 per Metropol Parasol[5]
- Finalista per il Premio Mies van der Rohe, 2013 per il Metropol Parasol

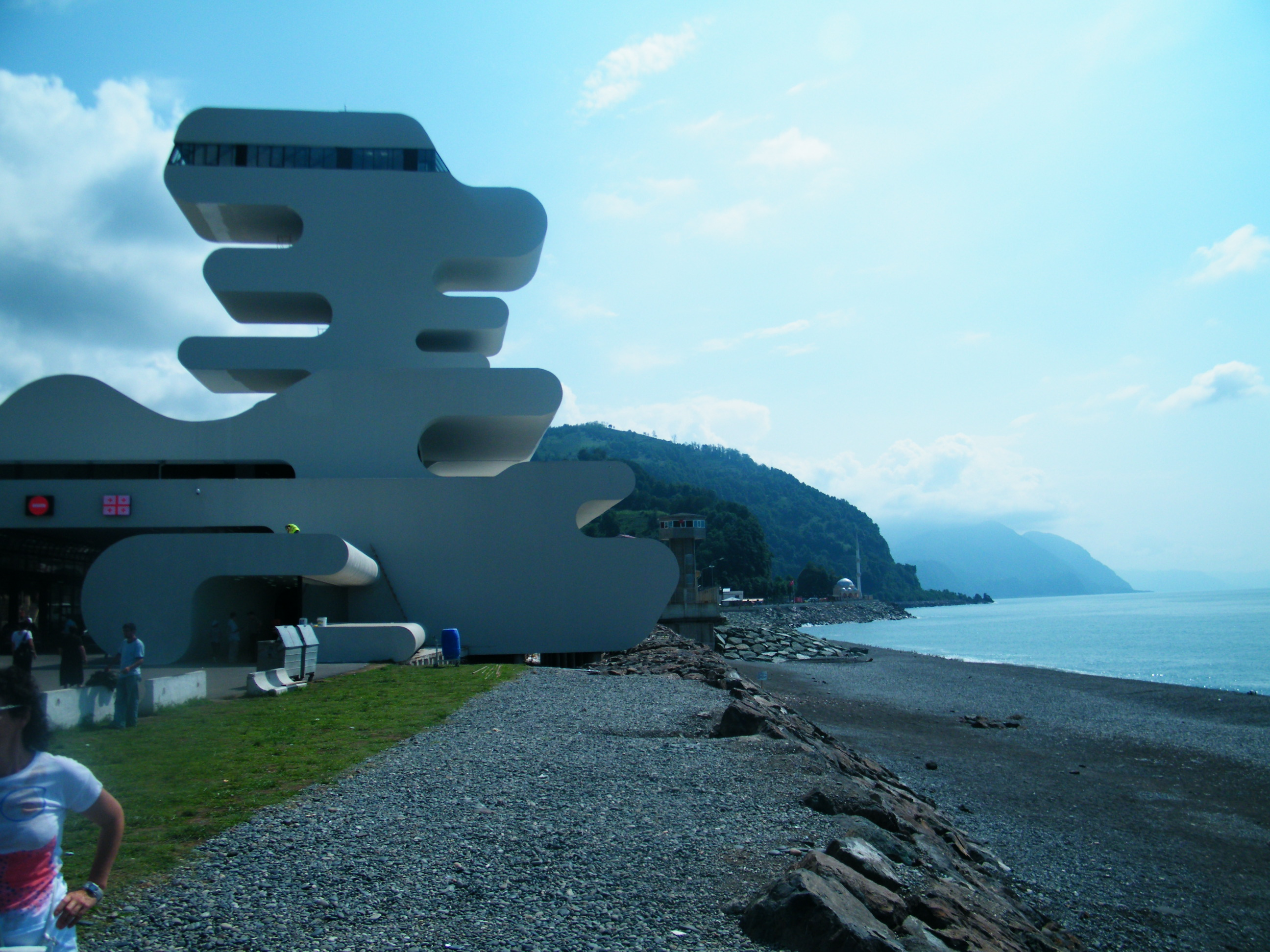
Posto di controllo della frontiera Georgia-Turchia nei pressi del Mar Nero

## Mostre
(elenco incompleto)
- Vitra Design Museum 2007: Housewarming MyHome
- San Francisco Museum 2009: Patterns of Speculation
- Biennale di Venezia, padiglione italiano, 2009
- Global Design, Museum für Gestaltung 2010
- Showroom Euroboden München 2010
- Berlinische Galerie 2011: RAPPORT. Experimentelle Raumstrukturen.
- Art Institute of Chicago 2012: Wirrwarr
- Galerie Eigen+Art, Berlino 2013: Black.See
- Lugadero 2014: Retraro Robot
- Istanbul Design Biennial 2014: NAP GAP
- Shenzhen Bi-City Biennale of Urbanism/Architecture 2014: Border Warehouse
- Incite gallery Bangalore 2015: the work of J. Mayer H.
- Beijing Design Week 2014: Exhibition Design+
- Istanbul Biennale Exhibition 2015: FIN-GER
- Ecola exhibition 2015: Hands-on
- Haus am Waldsee 2016: Strukturalien. Architektur als urbane Plastik[6]
- Haus der Architektur, Graz 2022: Envelopes